# Дослід Галілея з падінням тіл

## Падіння до Галілея
До Галілео Галілея у фізиці побутувала думка, що важчі тіла повинні падати з більшою швидкістю, ніж легші. Ці швидкості мали б бути пропорційні масам тіл. Тобто, тіло А, з вагою у 10 раз більшою за вагу тіла Б, має падати зі швидкістю у 10 разів більшою за швидкість останнього.
Аристотель визнавав два типи руху — природний та вимушений. Згідно з природним типом усі тіла намагалися зайняти своє природне місце у світі, рухаючись до центру світу або від нього. Так, в повітрі шматок дерева намагається рухатися до центру світу, а у воді від нього. Коли природний рух не можливий, тоді тіло може рухатися під дією сили. Падіння вважалося природним рухом. Швидкість падіння описувалася формулою V=F/w де V — швидкість тіла, F — сила бажання тіла зайняти своє природне місце, w — опір середовища.
Деякі вчені вважали, що тіло у русі створює за собою пустоту, в яку надходить повітря і ніби штовхає тіло.

## Уявний експеримент Галілея
У своїй книзі «Бесіди і математичні докази, що стосуються двох нових галузей науки, які відносяться до механіки і місцевого руху» Галілей пише:

… Таким чином, якщо ми маємо два тіла, що падають, природні швидкості яких різні, і з'єднаємо тіло, що рухається швидше, з тілом, яке рухається повільніше, то ясно, що рух тіла, яке падає швидше, дещо сповільниться, а рух іншого трохи прискориться.
… Але якщо це так і якщо разом з тим вірно, що більший камінь рухається, скажімо, зі швидкістю вісім «градусів», тоді як інший, менший — зі швидкістю в чотири «градуси», то, з'єднавши їх разом, ми повинні отримати швидкість меншу восьми «градусів», а проте два камені, з'єднані разом, складають тіло, більше початкового, що має швидкість у вісім «градусів», і, отже, виходить, що більш важке тіло рухається з меншою швидкістю, ніж більш легке, а це суперечить нашим припущенням .

## Дослід із падінням об'єктів з Пізанської вежі

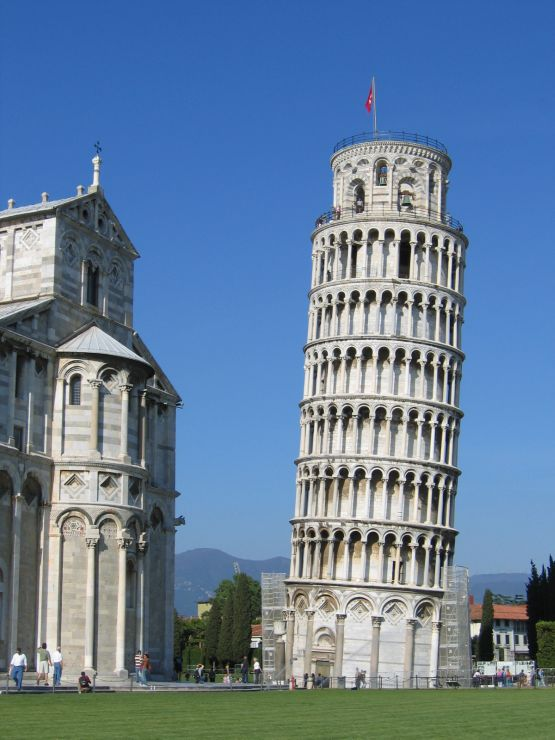

До ХХ ст. було відомо із записів учня Галілея Вінченцо Вівіані і вважалося, що Галілео Галілей скидав з Пізанської вежі в один і той же момент гарматне ядро масою 80 кг і значно легшу мушкетну кулю масою 200 г. Обидва тіла мали приблизно однакову обтічну форму і досягли землі одночасно.
Однак, в архівах не збереглося жодних підтверджень, що такий експеримент дійсно проводився. Більш того, гарматне ядро і куля мають різний радіус, на них буде діяти різна сила опору повітря і тому вони не можуть досягти землі одночасно. Варто нагадати про несподіваний парадокс. Попри меншу площу перерізу, менша куля має (відносно) більший опір повітря, бо вищу вітрильність, тобто меншу масу чи вагу, що приходить на одиницю площі перерізу, на яку діє повітря. При зменшенні радіуса, за сталого матеріалу, маса чи вага зменшуються пропорційно кубу змін, а поверхня пропорційно квадрату. Різниця  рівна різниці габариту. Цим пояснюється довге ширяння дрібних часток чи мурах у повітрі. Напевне ж, це розумів і Галілей. Одначе, за можливостями тих часів, могла вважатися достатньо прийнятною обтічна форма предметів. Про вплив же питомої ваги, густини матеріалів він писав, що

"… відмінність у швидкості руху в повітрі куль із золота, свинцю, міді, порфіру та інших важких матеріалів настільки незначна, що куля з золота при вільному падінні на відстані в одну сотню ліктів напевно випередила б кулю з міді не більше ніж на чотири пальці. Зробивши це спостереження, я прийшов до висновку, що в середовищі, повністю позбавленому всякого опору, всі тіла падали б з однаковою швидкістю".

За допомогою цього досліду Галілей нібито виявив, що тіла впали з однаковим прискоренням, цим спростовуючи теорію Арістотеля, згідно якої швидкість падіння тіл залежить від їх маси. У той час, коли, за описом Вівіані, Галілей провадив свій дослід, він ще не сформулював остаточний варіант свого закону вільного падіння. Хоча історія про експерименти Галілея на Пізанській вежі ввійшла в науковий фольклор, більшість істориків науки схильні вважати, що це був лише уявний експеримент, який насправді не здійснювався. Виняток становить лише позиція Дрейка, який вважає, що експеримент Галілея мав місце в дійсності приблизно в тому вигляді, як це описав Вівіані.
Цікаво, що схожий експеримент в реальності провів у 1586 році (за три роки до перших листів Галілея з цієї теми і за 20 років до наукових робіт) нідерландський фізик Сімон Стевін у місті Делфт. Він скинув дві свинцеві кулі, маси яких відрізнялися в 10 разів з висоти 10 метрів, і зафіксував що вони долетіли до землі одночасно. Втім, експеримент Стевіна, не зважаючи на його важливість, не став відомим, можливо через те що він публікувався нідерландською.

## Дослід із коченням по похилій площині
Через недосконалість вимірювального обладнання того часу, вільне падіння тіл вивчати було майже неможливо, у пошуках способу зменшення швидкості руху Галілей замінив вільне падіння на кочення по похилій поверхні, де були значно менші швидкості та опір повітря. Він переконався, що отримані ним закони скочування якісно не залежать від кута нахилу площини, і, отже, правомірне їх поширення на випадок падіння. Було помічено, що з часом швидкість руху зростає — тіла рухаються з прискоренням. Остаточний висновок Галілея з останньої його книги: швидкість падіння наростає пропорційно часу, а шлях — пропорційно квадрату часу.
Припустивши, що сталося б у випадку вільного падіння тіл у вакуумі, Галілей вивів наступні закони падіння тіл для ідеального випадку:
1. Всі тіла при падінні рухаються однаково: почавши падати одночасно, вони рухаються з однаковою швидкістю.
2. Рух відбувається з постійним прискоренням.

І швидкість та прискорення не залежать ні від маси, ні від матеріалу кулі.
Вчений також зауважив: якщо з'єднати дві похилі площини так, щоби після скочення з однієї з них, куля підіймалася по іншій, то вона підійметься на ту ж висоту, з якої розпочала рух, незалежно від нахилу кожної з площин.